# Indici per il mercato del lavoro
Gli Indici per il mercato del lavoro sono strumenti attraverso i quali è possibile comprendere l'andamento del mercato del lavoro ed individuare i principali parametri che influenzano l'occupazione.  
Solitamente gli indici vengono utilizzati come sostegno alla programmazione degli interventi sul mercato del lavoro e sono rappresentati da valori numerici, ricavati attraverso valutazioni matematiche, statistiche e sociologiche.
Un esempio è l'indice di flessibilità, che misura la frequenza con la quale un universo di lavoratori cambia occupazione all'interno di un periodo di tempo prefissato. Tale indice è dato dalla formula:
{\displaystyle Indice\ di\ flessibilit{\grave {a}}=(1-(Avviati/Avviamenti))\times 100}
dove 'Avviati' rappresenta il numero di lavoratori, all'interno dell'universo campione, che nel periodo di tempo prefissato hanno iniziato almeno un rapporto di lavoro, ed 'Avviamenti' rappresenta il numero totale di rapporti di lavoro occorsi, nello stesso periodo di tempo, all'intero universo di lavoratori. L'indice di flessibilità restituisce un valore percentuale che rappresenta la propensione dei lavoratori del campione a cambiare lavoro: tanto maggiore è il numero di volte gli individui vengono avviati al lavoro nel periodo preso in considerazione, tanto maggiore è l'indice di flessibilità e viceversa.
Un altro esempio è l'indice di occupazione di Giovanni Calcerano, che esprime la crescita (o il decremento) percentuale di occupati rispetto ad un anno 0 di riferimento. La formula è:
{\displaystyle D=((O1-O0)/O0)\times 100}
dove O1 è il numero di occupati standard nell'anno rispetto al quale vogliamo effettuare il calcolo e O0 è il numero di occupati standard nell'anno 0 di riferimento. Per occupati standard, si intende il numero di lavoratori che, nel corso dell'anno, hanno lavorato almeno un giorno (con qualunque tipo di contratto), calcolati come frazione in rapporto al numero di giorni effettivamente lavorati. Ad esempio, una persona che ha lavorato in un anno 200 giorni, verrà calcolato non come un lavoratore completo, bensì come una frazione di lavoratore, precisamente per il valore pari a 200/365=0,5479. La somma di tutte queste frazioni relative a tutti coloro i quali hanno lavorato in quell'anno rappresenta il valore di lavoratori standard. L'indice di occupazione di Giovanni Calcerano è negativo se tra gli anni considerati si riscontra un decremento dell'occupazione, positivo se tra gli anni considerati si riscontra un incremento.